# Erwin Moritz Reiniger
Erwin Moritz Reiniger (* 5. April 1854 in Stuttgart; † 2. April 1909 in München) war deutscher Mechaniker und Mitbegründer des Unternehmens Reiniger, Gebbert & Schall in Erlangen.

Plakette in Erlangen

## Biographie
Erwin Moritz Reiniger wurde als Sohn des Schmuckwarenfabrikanten Moritz Reiniger geboren. 1875 arbeitete er als Volontär in einer mechanischen Werkstätte in Nürnberg.
1876 erhielt er eine Anstellung am Physikalischen Institut der Universität Erlangen als Experimentiergehilfe. Nebenbei verrichtete er Reparaturarbeiten für die Universitätsinstitute und -kliniken. Da diese Arbeiten bald profitabler waren als seine Tätigkeit als Experimentiergehilfe, beschloss Reiniger, sich selbständig zu machen: Bereits ein Jahr später, am 24. Mai 1877 eröffnete er im Haus Schlossplatz 3 eine eigene Werkstatt, in der er feinmechanische, physikalische, optische und einfache elektromedizinische Apparate herstellte. Damit begann die Geschichte der Medizintechnik in Erlangen. Ende 1885 beschäftigte Reinigers Betrieb bereits 15 Mitarbeiter. 
Im September 1885 lernte er auf einer Ausstellung und Tagung deutscher Naturforscher und Ärzte in Straßburg Max Gebbert und Karl Friedrich Schall kennen. 1886 beschlossen sie, gemeinsam die offene Handelsgesellschaft „Vereinigte physikalisch-mechanische Werkstätten von Reiniger, Gebbert & Schall – Erlangen, New York, Stuttgart“ (RGS) zu gründen. Die Werkstätten in Stuttgart und New York wurden bald aufgegeben. Reiniger übernahm in der gemeinsamen Firma die kaufmännischen Aufgaben, Max Gebbert die Fabrikation und Karl Schall die Konstruktion und den Vertrieb. 1888 schied Karl Schall aus der Gesellschaft aus, nachdem er in London eine eigene Niederlassung gegründet hatte. 
1895 trennten sich auch Reiniger und Gebbert. Reiniger ließ sich von Max Gebbert mit 100.000 Mark auszahlen. Damit erwarb er die Bayerische Glühlampenfabrik in München. Doch bald veräußerte er die Firma an ein spanisches Unternehmen, in dem sein Sohn Alfred Julius Reiniger eine leitende Stellung erhielt.  
Kurz vor seinem Tod gab Erwin Moritz Reiniger seine recht unsteten und wenig gewinnträchtigen Arbeitsfelder auf und zog sich ins Privatleben zurück. Seine Ehefrau Maria, mit der er seit 1879 verheiratet gewesen war, ließ er bei seinem Tod im Jahre 1909 mittellos zurück. Max Gebbert zeigte sich großzügig: Er unterstützte die Witwe Reinigers aus Firmenmitteln bis an ihr Lebensende im Jahre 1937. 